# Anna German

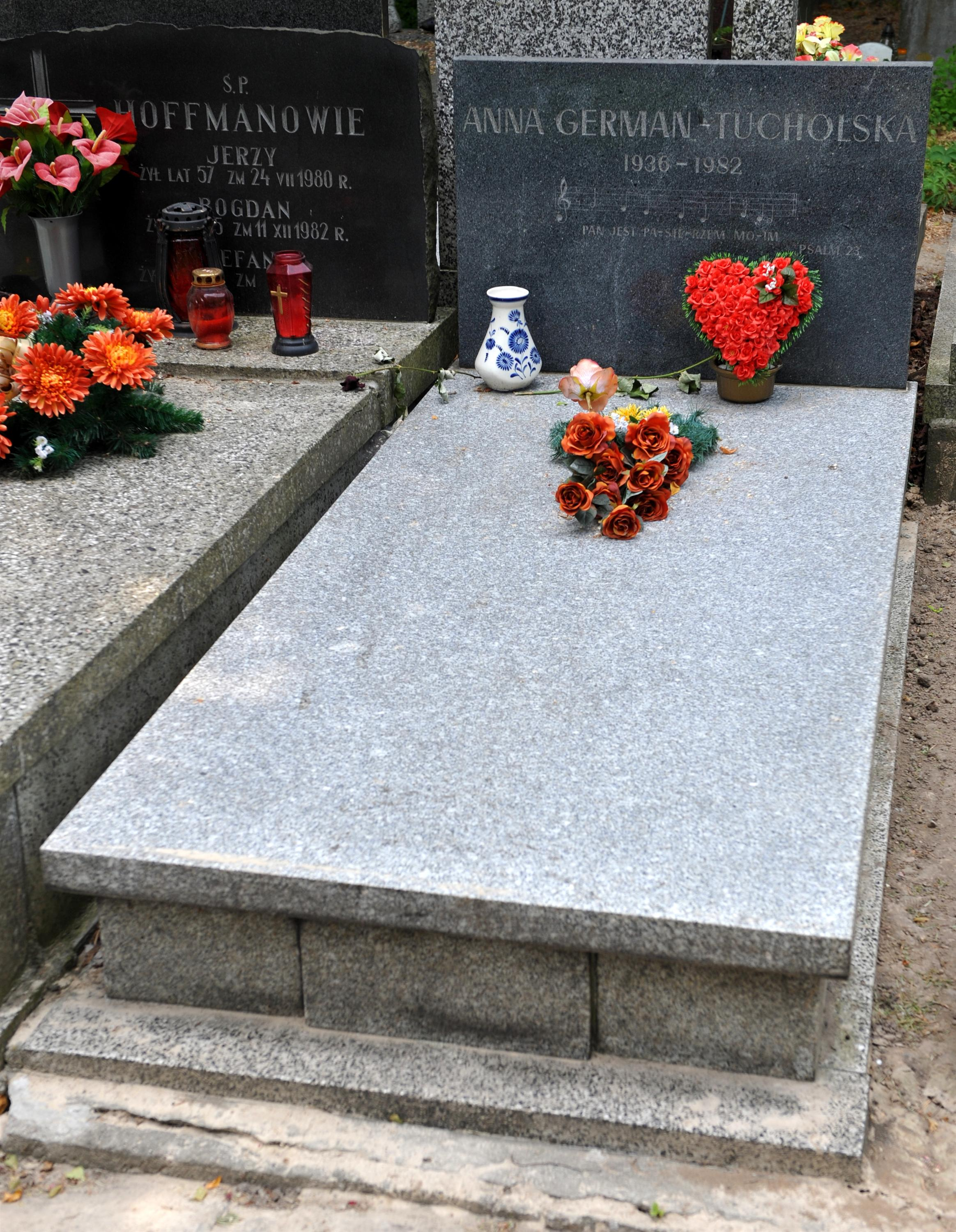

Anna Viktoria German-Tucholska (pol. Anna Wiktoria German-Tucholska, Russisch: Анна Виктория Герман) (Urganch, 14 februari 1936 - Warschau, 25 augustus 1982) was een Poolse zangeres van Duitse en Nederlandse afkomst, geboren in een later Oezbekistan geworden deel van de Sovjet-Unie. Ze was actief van 1960 tot en met 1982 en bracht vijftien albums uit.

## Biografie

##### Afkomst en jeugd
Anna German werd geboren op 14 februari 1936 in Urganch (Oezbekistan). In 1937, naar aanleiding van anti-Duitse activiteiten door de NKVD (het volkscommissariaat voor interne zaken), werd haar vader op valse beschuldiging gearresteerd en in het geheim vermoord. Officieel was hij veroordeeld tot een gevangenisstraf. Na zijn dood woonde Anna in de regio rond Kemerovo, de huidige Oezbeekse hoofdstad Tasjkent en later in de Kirgizische en de Kazachse Sovjetrepublieken. Haar moeder hertrouwde met een Poolse soldaat die in 1943 op jonge leeftijd stierf. Na de oorlog verhuisde Anna met haar moeder en oma naar Polen. Ze besloot om geologie te studeren aan de Universiteit van Wrocław en binnen korte tijd sloot ze zich aan bij het professionele theatergezelschap “Kalambur” waar haar zangtalent werd ontdekt en ontwikkeld. Deze activiteit was de eerste stap in haar toekomstige grote carrière als zangeres.

##### Carrière
Anna German nam deel aan de Poolse festivals in Sopot en Opole. Haar liedjes "Zakwitnę różą", "Bal u Posejdona" en "Tańczące Eurydyki" werden bekroond met de hoogste prijzen. Anna zong bekende Poolse, Russische, Engelse, Italiaanse, Spaanse, Latijnse en Duitse nummers zoals "La mamma" van Charles Aznavour en "Ave Maria" van Charles Gounod. Ze creëerde haar eigen, lyrische stijl. German werd bijzonder beroemd en geliefd in de Sovjet-Unie waar ze met liedjes van Russische componisten optrad (“Nadieżda”, "Iz-za ostrowa na strieżeń" en "Odin wychożu na dorogu”). Het was bijna onmogelijk om kaartjes voor haar concerten te krijgen, ze waren meestal al uitverkocht lange tijd voor haar voorstellingen.
Anna nam ook deel aan het Festival van San Remo (met het liedje “Gi”). Daar ondertekende ze een driejarig contract met de Italiaanse platenmaatschappij “Company Discografica Italiana”. Na een auto ongeluk was Anna gedwongen haar carrière te onderbreken –omdat ze voor een aantal maanden gedeeltelijk verlamd was. Na een lange revalidatie in Italië en Polen keerde ze terug naar haar publiek en fans. Ze begon haar eigen nummers te componeren. Een aantal van haar liedjes werden opgedragen aan haar zoon ("Melodia dla synka"), haar moeder ("Dziękuję ci mamo”, "La mamma”) en God (“Człowieczy los”). Haar geluk duurde echter niet lang – de voormalige gezondheidsproblemen kwamen terug en leidden tot sarcoom.

##### Persoonlijk leven
Tijdens haar studie in Wrocław maakte ze kennis met een natuurkundige. In 1972 trouwde zij met hem. Na drie jaar werd hun eerste en enige kind geboren.
Anna German overleed op 25 augustus 1982 en werd begraven op het protestantse kerkhof in Warschau.

## Werk

##### Albums
- Na tamten brzeg (1964)
- Tańczące Eurydyki (1965)
- Recital piosenek  (1967)
- I classici della musica napoletana (1967)
- Człowieczy los (1970)
- Domenico Scarlatti - Arie z opery Tetida in Sciro'' (1970)
- Wiatr mieszka w dzikich topolach (1972)
- To chyba maj (1974)
- Anna German (1977)
- Anna German (1979)
- Pomyśl o mnie  (1979)
- Tylko w tangu/Dookoła kipi lato (1979)
- Śpiewa Anna German (1979)
- Надежда (Nadezhda, 1980)
- Последняя встреча (Poslednyaya vstrecha, 1982)